# Campus Médecine
Ne doit pas être confondu avec Campus Tech Med.
Le campus Médecine, est le campus strasbourgeois qui accueille les formations de médecine et de chirurgie dentaire ainsi que plusieurs instituts et laboratoires de recherche, dépendant de l'université de Strasbourg et des hôpitaux universitaires de Strasbourg. Il est situé sur le site historique de l'Hôpital Civil de Strasbourg, un hôpital pavillonnaire de 24 hectares datant du XIVe siècle, où en 2008 a été inauguré le Nouvel Hôpital Civil (NHC).

## Localisation
Le campus est situé sur le site de hôpital civil, entre le service administratif de la communauté urbaine de Strasbourg, le quartier de la meinau, la grande mosquée de Strasbourg, l'hôtel du département (siège du conseil général du Bas-Rhin) et le centre historique de Strasbourg.

## Historique
Jusqu'aux années 1960, le campus Médecine est intégré aux locaux des hospices civils de Strasbourg.

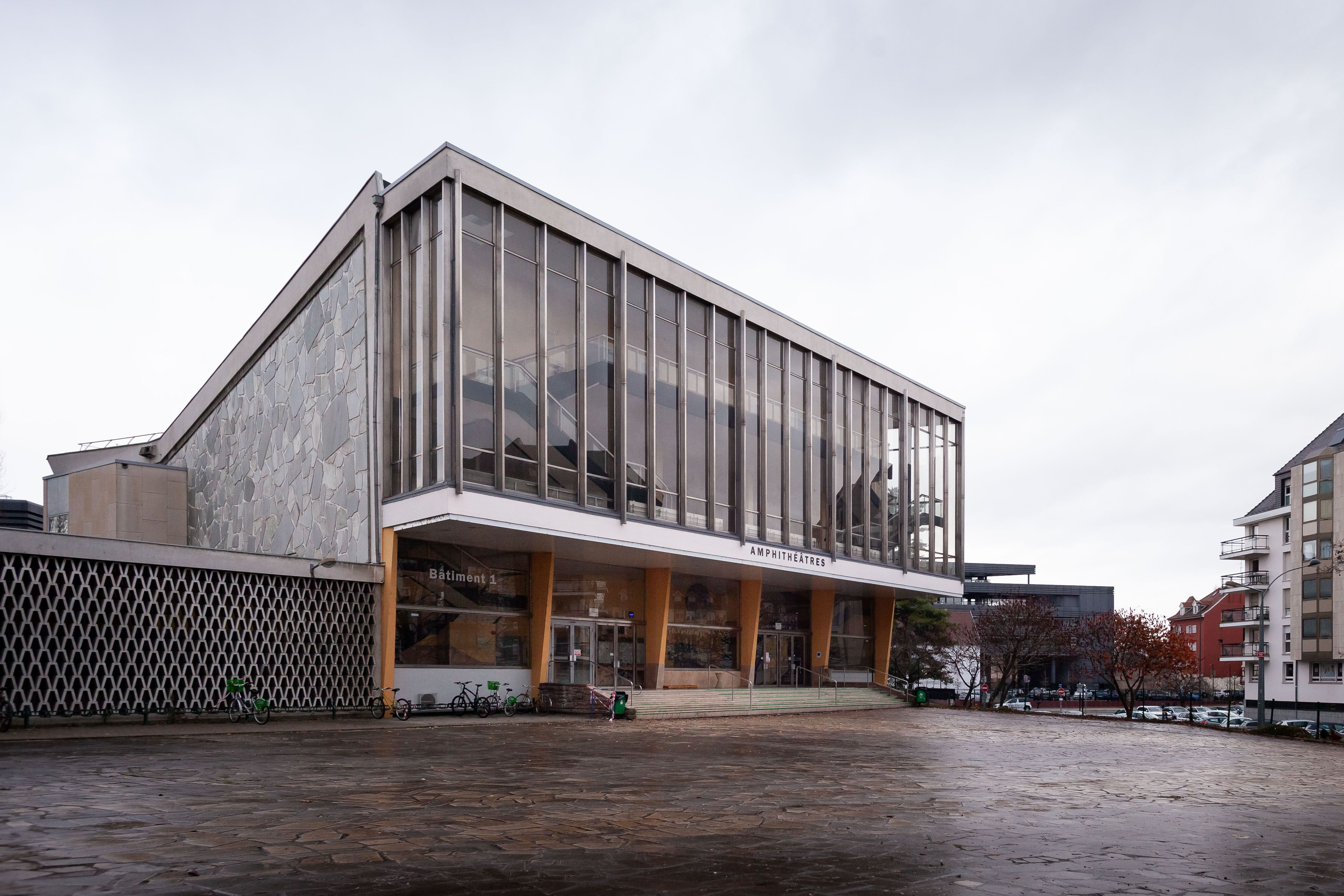
Bâtiment 1 : accès aux amphithéâtres.

Entre 1962 et 1968 a lieu la construction, sur un terrain situé à côté des hospices civils, des principaux bâtiments de la faculté de médecine actuelle. Le premier bâtiment (bâtiment 1) comprend deux amphithéâtres de 350 et 500 places.

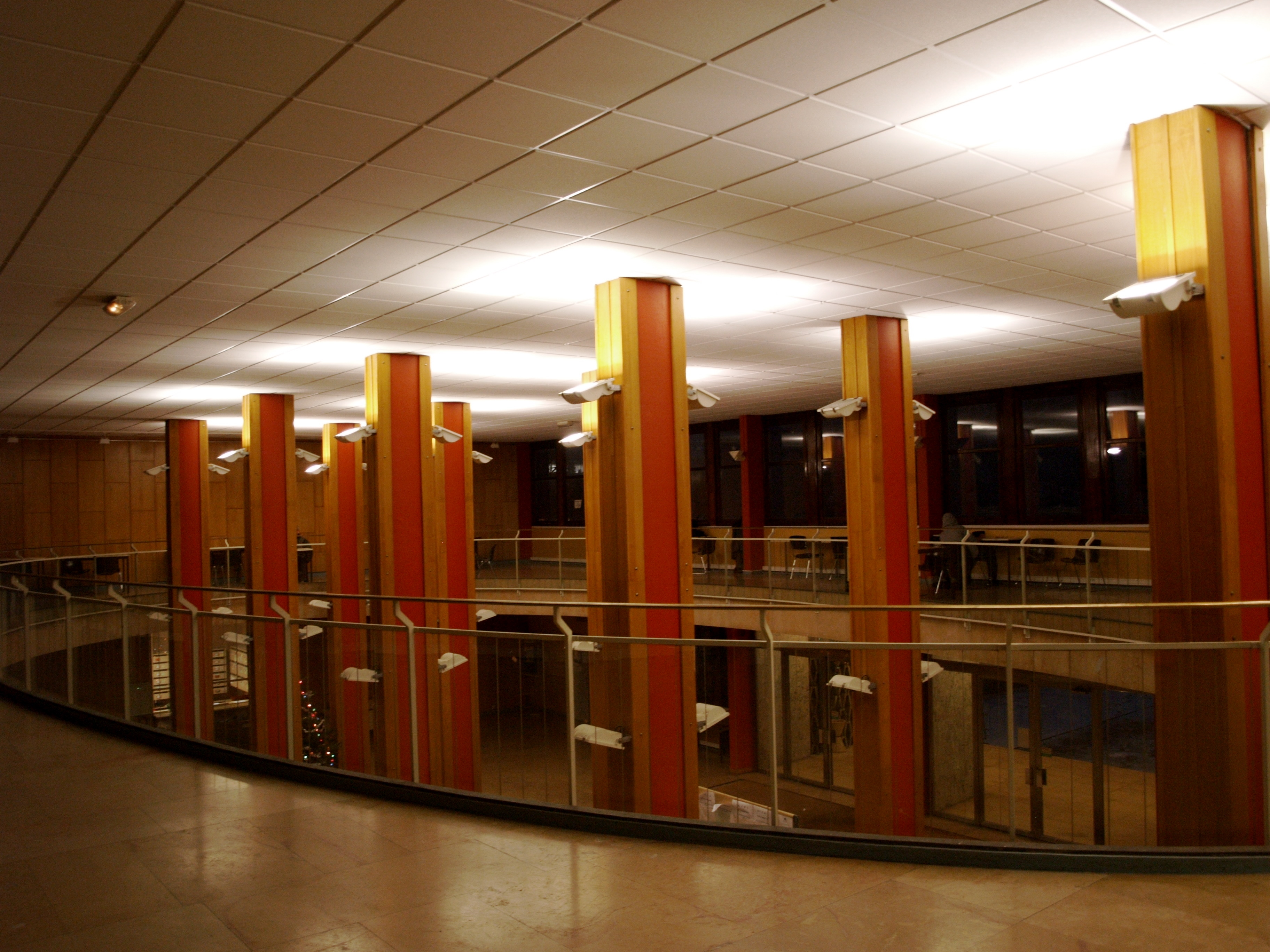
Bâtiment 2 : hall à l'étage.

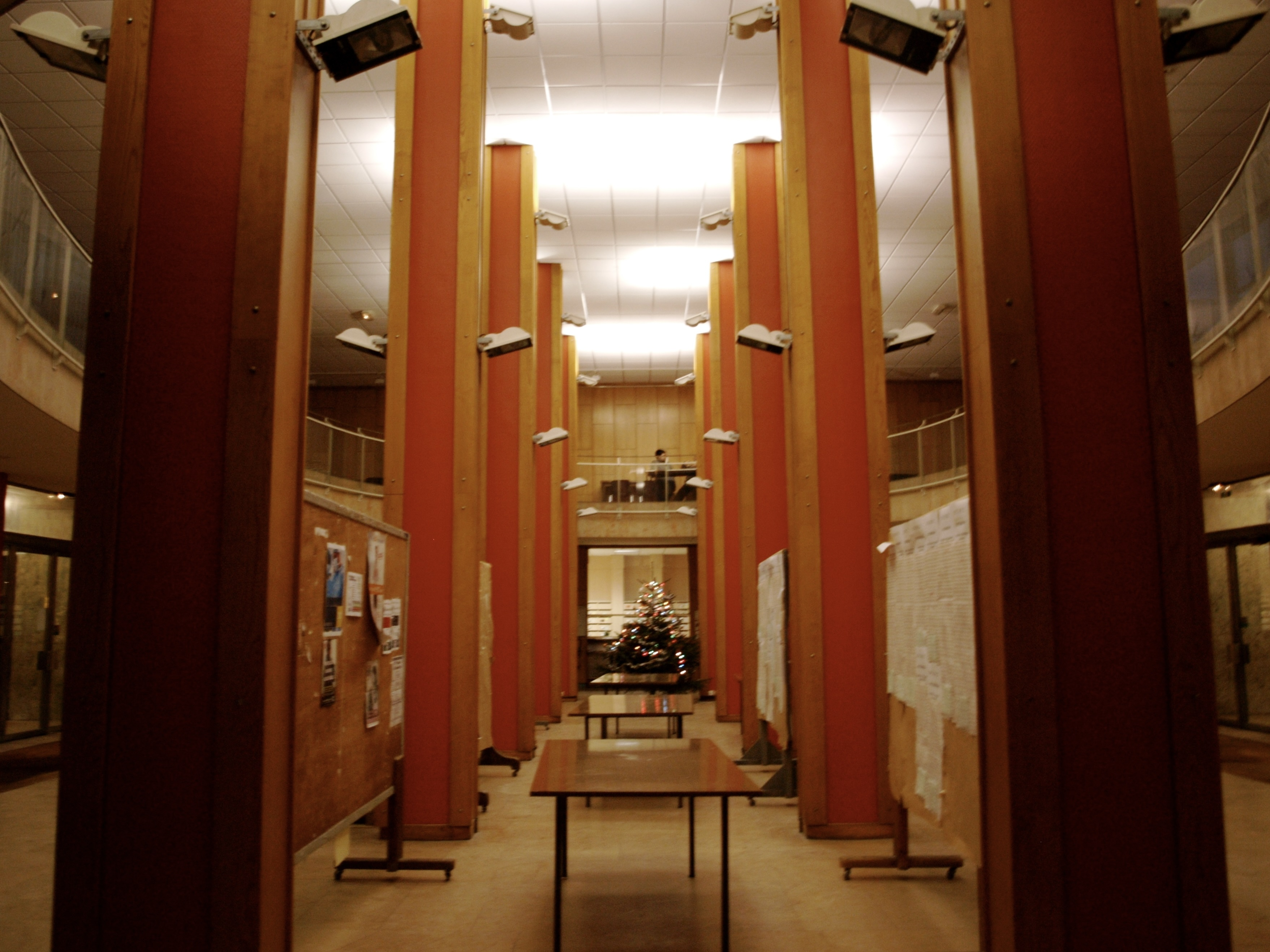
Bâtiment 2 : hall.

Le second bâtiment (bâtiment 2) est un immeuble de quatre étages qui regroupe le décanat (bureau du doyen), les services administratifs et deux étages pour une bibliothèque.
En 1966, mise en service d'un troisième ensemble (bâtiment 3) constitué d'un immeuble de dix niveaux destiné à l’enseignement et à la recherche. Il abrite cinq chaires (chimie-biologie, médecine légale, d’électrologie, thérapeutique et pathologie) avec un ensemble de laboratoires. Les cinq chaires sont dotées d’une animalerie. Ce bâtiment abrite également des services et divers ateliers. 
 Un quatrième ensemble (bâtiment 4) est réalisé de 1965 à 1968, il s’agit d’un bâtiment de sept niveaux qui regroupe les chaires de physiologie, de physiologie appliquée, d’embryologie et de pharmacologie. Un autre ensemble, prévu pour les autres chaires n’a jamais été construit.
1970 voie la transformation de la clinique dentaire scolaire, fondée en 1902, en faculté de chirurgie dentaires. 
En 2002, sur l'emplacement d'un vieil amphithéâtre préfabriqué, construction d’un cinquième bâtiment, le Forum, « centre de formation et de recherche universitaires médicales », comprenant des salles de cours et une salle de conférence.
En 2011, démolition du bâtiment 4 de la faculté de médecine. Une nouvelle construction de 8 000 m2 dédiée au Centre de Recherche en Biomédecine a débuté à sa place en avril 2015.

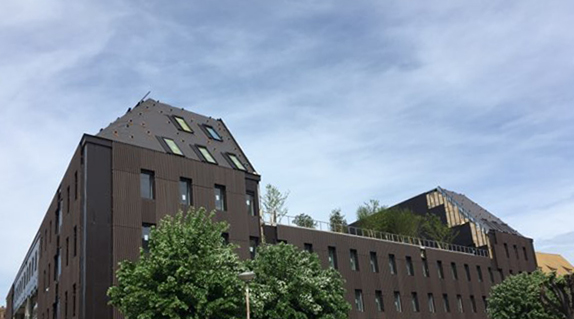
Façade sud du Cardo en 2019.

Depuis mars 2020, le campus Médecine accueille également l'Institut d'études politiques de Strasbourg, le CEIPI et l'IPAG dans les nouveaux locaux du Cardo.
Débutée en 2013, la construction du bâtiment s'achève en 2020. Le Cardo abrite plusieurs composantes de l'Unistra dans les domaines de l'administration publique et de la propriété intellectuelle comme Sciences Po Strasbourg ou le Centre d'études internationales de la propriété intellectuelle (CEIPI).
En 2013, l'université de Strasbourg fait le choix de lancer la construction d'une nouvelle structure afin de regrouper des composantes jusqu'alors très éloignées les unes des autres : le pôle d'administration publique de Strasbourg (PAPS) et le pôle de compétence en propriété intellectuelle (PCPI). Ces deux structures universitaires donneront le nom au projet de construction confié à l'agence Lipsky+Rollet architectes.  
La première pierre de l'édifice est posée en présence de Genevièvre Fioraso alors ministre de l'Enseignement supérieur et de la recherche. D'un coût initial de 52,1 millions d'euros, le projet devait être livré à l'UNISTRA lors de la rentrée universitaire de 2015.
En juillet 2014, les travaux sont interrompus à la suite de l'apparition de fissures sur certains murs porteurs et poutres voiles du bâtiment. Les défauts sur l'ouvrage sont notamment dus à des mauvais calculs du cabinet d'études. La destruction complète du bâtiment est alors évoquée. Finalement, après une inspection complète de l'architecture du bâtiment réalisée jusqu'en septembre 2016, les travaux reprennent et s'achèvent au printemps 2020. Le surcoût de ce retard pris en charge par l'État, la région Grand Est et l'Eurométropole de Strasbourg s'élève à 16,5 millions d'euros. 
Le bâtiment est ouvert au public à l'occasion de la rentrée du 2 mars 2020 bien que des travaux de finitions soient encore en cours. Le bâtiment est finalement livré dans son intégralité lors de la rentrée universitaire de septembre 2020.  
Plusieurs propositions de dénominations ont été faites pour remplacer le nom « PAPS-PCPI » utilisé jusqu'alors. Parmi elles, le nom de Simone Veil a été proposé par les étudiants de Sciences Po Strasbourg à la suite d'une consultation interne à l'IEP.  
C'est finalement le choix du « Cardo » que l'Unistra a retenu pour dénommer ce bâtiment. Le Cardo (ou cardo maximus) désigne l'axe Nord-Sud, lors de la création d'un camp romain. La référence est bien choisie, Strasbourg ayant été fondée avec la création d'un camp romain en l'an 12 avant J.-C. Le Cardo s'inscrit ainsi sur un axe Nord-Sud de la ville reliant la Grande Île aux quartiers de l'Étoile, du Neudorf et de la Meinau en passant par les Hospices civils.

## Composition

### Enseignement
Le campus, comme son nom l'indique, est spécialisé dans les formations médicales, on y trouve :
- la faculté de médecine qui  est liée par convention au centre hospitalier régional et universitaire des hôpitaux universitaires de Strasbourg (HUS), un immense complexe de 67 services, 2494 lits et 222 places de jour[12],
- la faculté de chirurgie dentaire issue de la création d'un institut dentaire en 1888 et de celle de la première clinique dentaire au monde en 1902[13].

Les différentes formations de médecine comprennent de très nombreuses spécialités, diplômes universitaires, masters etc. qui sont situées sur le site des hôpitaux universitaires dans de nombreux bâtiments dont un grand nombre sont spécialisés dans un domaine médical précis comme le département d'anesthésiologie ou encore l'institut de bactériologie, parasitologie, virologie.
Dans les locaux du cardo se trouvent Sciences Po Strasbourg (ou Institut d'études politiques de Strasbourg), qui était jusqu'alors divisé en trois structures (Ensemble Saint-Georges, villa Knopf et l'espace Schoepflin) ; ainsi que l'Institut de préparation à l'administration générale (IPAG), qui était logé à l'Ensemble Saint-Georges, anciens locaux partagés avec l'IEP . Le bâtiment abrite également le Centre d'études internationales de la propriété intellectuelle (CEIPI), l’Institut national de la propriété industrielle (INPI) et l’Institut européen entreprise et propriété intellectuelle (IEEPI). Ces 3 dernières entités étaient jusque là domiciliées au sein du campus central de l'Esplanade et au centre-ville.
Le Cardo accueille notamment les 1 500 étudiants de Sciences Po Strasbourg dont les effectifs doivent augmenter à 2 200 étudiants à terme. 
Il compte également 27 salles de cours, 8 amphithéâtres d'une capacité allant jusqu'à 300 places, une bibliothèque universitaire de 1 500 m2, des espaces de travail collaboratifs et d'exposition ainsi qu'une cafétéria du CROUS.

### Bibliothèques

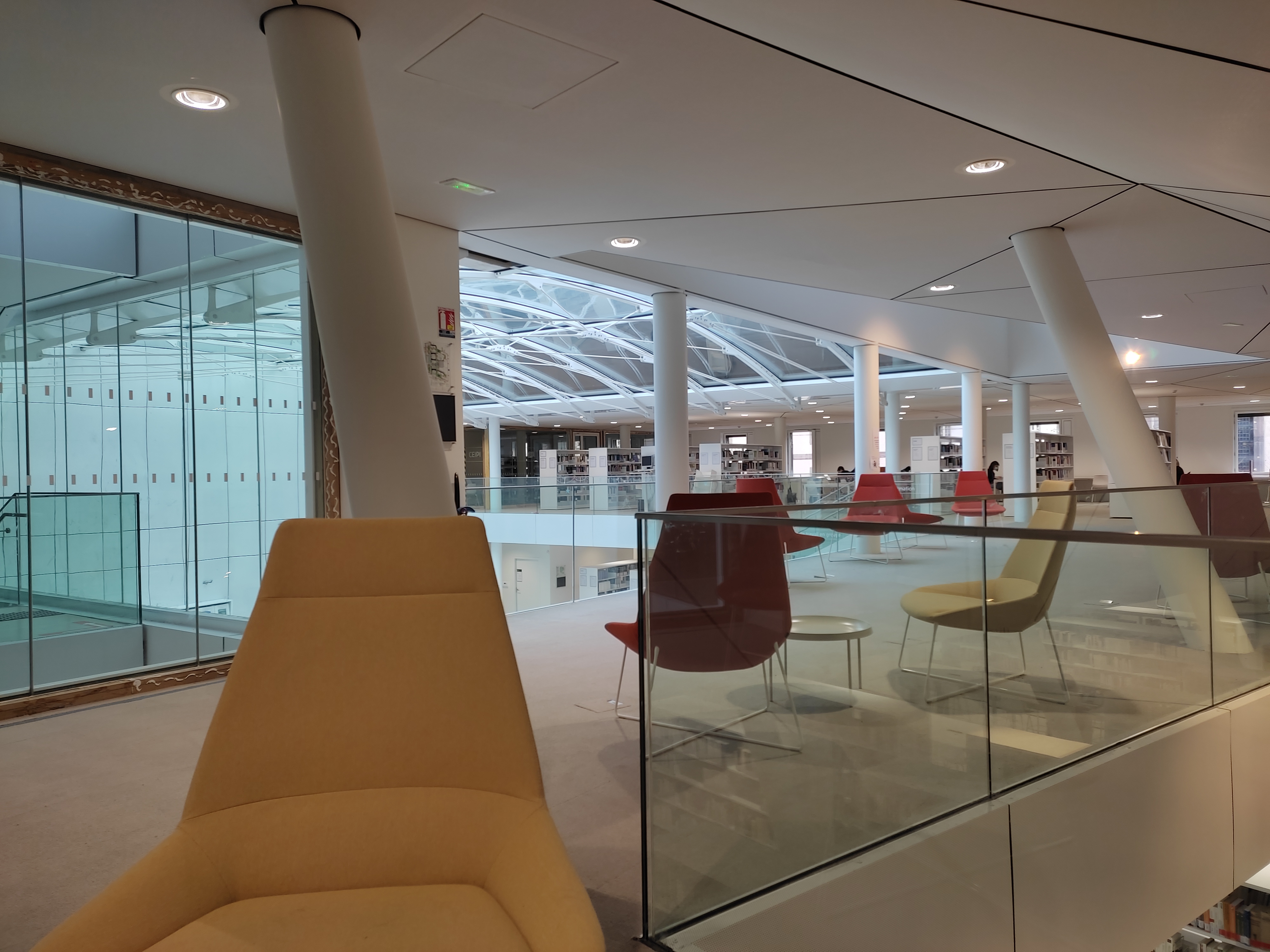
Vue intérieure de la bibliothèque du Cardo.

### Vie étudiante
Plusieurs lieux de restauration sont situés sur le campus, généralement dans les bâtiments des hôpitaux universitaires. De plus, deux restaurant universitaire sont situés à proximité du campus, le restaurant universitaire Pasteur (géré par le CROUS de Strasbourg) et le restaurant universitaire Le Stift (agréé par le CROUS) situé dans le foyer étudiant du même nom. Ce dernier est un foyer d'étudiant protestant crée en 1554 (aujourd'hui ouvert à toutes les confessions), comportant 87 chambres et une médiathèque. Un autre foyer d'étudiant protestant, lui aussi ouvert à toutes les confessions le foyer Jean Sturm est situé non loin de là.

## Accès
Le campus Médecine est desservi par la CTS :
- ligne de bus G aux arrêts « Lycée Pasteur », « Hôpital Civil » et « Hôtel de Police »,
- ligne de bus 10 aux arrêts « Hôtel du Département », « Saint Thomas » et « Saint Nicolas »,
- lignes A et D du tramway de Strasbourg à l'arrêt « Porte de l'Hopital »,
- lignes B et F du tramway à l'arrêt « Musée d'Art Moderne ».